# بهمان (مسورة)

تعديل مصدري - تعديل

بهمان هي إحدى قرى عزلة بيحان الدولة بمديرية مسورة التابعة لمحافظة البيضاء، بلغ تعداد سكانها 57 نسمة حسب تعداد اليمن لعام 2004.